# لارسون ۳۶۹۰
سیارک ۳۶۹۰ (به انگلیسی: 3690 Larson، نامگذاری:1981PM) سه هزار و ششصد و نودمین سیارک کشف شده‌است که در ۳ اوت ۱۹۸۱ کشف شد.
قدر مطلق سیارک برابر ۱۳٫۸۰ است.